# Scopula euphemia
Scopula euphemia là một loài bướm đêm trong họ Geometridae.